# Ella Naper
Ella Louise Champion, conocida como Ella Louise Naper (Charlton, 9 de febrero de 1886-1972) fue una joyera, alfarera, diseñadora y pintora británica.

## Biografía
Naper nació en Charlton, cuarta de los nueve hijos de Mary Ann y Alfred Champion, un bombero. Asistió a la Escuela de Artes y Oficios de Camberwell desde 1904 hasta 1906. Allí, bajo la dirección del joyero Frederick James Partridge, aprendió diseño de objetos y una amplia gama de técnicas para trabajar en metal, madera y esmalte. Estuvo fuertemente influenciada por el diseño art nouveau y el trabajo de Charles Robert Ashbee. En 1906 fue a Branscombe, Devon, donde Partridge alquiló algunas cabañas para sus estudiantes. En esa ocasión conoció al arquitecto y pintor Charles Naper, con quien se casó en 1910. La pareja pasó dos años en Looe, Cornwall, antes de establecer su hogar permanente en Trewoofe en Lamorna. El matrimonio Naper se convirtió en miembros activos de la colonia de artistas conocida como Escuela de Newlyn.
Ella Naper trabajó desde su hogar produciendo joyas decorativas de esmalte y cuerno. Sus diseños de joyería incluyeron broches, collares y aros de plata, y también peines y hebillas. Incluyó patrones basados en plantas, flores e insectos en su obras, a menudo en estilo art nouveau. Vendió gran parte de su trabajo a través de eventos como la Exposición de Artes y Oficios, Exposición de Arte de Mujeres, en la tienda Liberty en Londres y, después de 1924, en exhibiciones de artesanías en la Galería de Arte de Newlyn. Durante la Primera Guerra Mundial, Ella Naper y Laura Knight colaboraron en el diseño de varias piezas de joyería pintada y placas de esmalte sobre el tema del ballet, donde se destaca Two Dancers (1912). En 1915, junto con Knight exhibieron varias de estas piezas en una exposición conjunta, con Lamorna Birch, celebrada en la London Fine Art Society. Naper recibió encargos para cadenas de alcaldes y monumentos de guerra, incluido uno en la catedral de Exeter, también diseñó el monumento al artista Benjamin Leader en la iglesia de St Buryan. Después de 1919, junto con Kate Westrup y Emily Westrup, dirigió Lamorna Pottery, que continuó en producción hasta 1935.
Además fue una pintora talentosa, que a menudo trabajaba con acuarelas. Expuso en la Galería de Arte Walker en al menos veintiuna ocasiones, y también en la International Society of Sculptors, Painters and Gravers, y en la Royal Society of British Artists.
Fue objeto de varias pinturas de otros artistas que vivían en Lamorna, incluidos su esposo Charles Naper, Ruth Simpson y Harold Knight. Fue una de las modelos en el cuadro de Harold Harvey The Critiics (1922) y también fue pintada por Gluck y produjo algunos trabajos con ella. Naper aparece en varias obras de Laura Knight, incluida Spring (1916-1920) y fue ella la modelo que se ve a Knight pintando en el Autorretrato con desnudo (1913).